# Crossarchus ansorgei
Il crossarco di Ansorge (Crossarchus ansorgei Thomas, 1910) è un mammifero carnivoro della famiglia degli Erpestidi.

## Descrizione
Lungo circa 32–36 cm e pesante 0,6-1,5 kg, il crossarco di Ansorge è una mangusta assai simile, per le caratteristiche principali, alle altre tre specie del genere Crossarchus (si è ancora incerti se considerare le quattro specie veramente separate), ma più piccola, con lunghezza condilo-basale del cranio inferiore ai 65 mm; il muso appare meno allungato, poiché il palato è proporzionalmente più largo. Il pelo è una tonalità di bruno intermedio fra lo scuro di C. obscurus e il chiaro di C. alexandri, con tonalità fulvo-rossicche, che sono più vivaci sulla coda. Muso, bordi delle orecchie, arti e parte inferiore della coda sono bruno-scuri o neri. La faccia è color rossastro chiaro, con guance sfumate di rosso cannella e contorno degli occhi grigio chiaro. La punta della coda è nera.

## Tassonomia
Il crossarco di Ansorge viene suddiviso in due sottospecie:
- C. a. ansorgei Thomas, 1910;
- C. a. nigricolor Colyn e Van Rompaey, 1990.

## Distribuzione e habitat
La specie vive solamente in Angola e Repubblica Democratica del Congo. In Angola la sua presenza è nota solo a partire da un singolo esemplare catturato nel 1908 a nord del fiume Cuanza. Nella Repubblica Democratica del Congo, invece, è presente nelle foreste pluviali a sud-est dei fiumi Congo/Lualaba.

## Biologia
La biologia del crossarco di Ansorge è simile a quella degli altri Crossarchus, ma pare che questa specie non sia onnivora e si nutra solo di uova, insetti e piccoli vertebrati.